# Спицин, Арсений Игоревич
Арсений Игоревич Спицин (18 января 1998) — российский тяжелоатлет. Бронзовый призёр чемпионата России 2025 года. Мастер спорта России.

## Биография
Родился 18 января 1998 года. Воспитанник Государственного бюджетного учреждения дополнительного образования Владимирской области «Спортивная школа олимпийского резерва по тяжёлой атлетике имени П. В. Кузнецова».
17 октября 2016 года присвоено звание «Мастер спорта России».
В августе 2025 года на чемпионате России в Санкт-Петербурге в категории свыше 109 кг завоевал бронзовую медаль с результатом 391 кг по сумме двоеборья. В отдельных упражнениях завоевал две малые бронзовые медали.

## Основные результаты
| Год  | Соревнования     | Место проведения | Весовая категория | Рывок, кг | Толчок, кг | Сумма, кг | Место |
| ---- | ---------------- | ---------------- | ----------------- | --------- | ---------- | --------- | ----- |
| 2025 | Чемпионат России | Санкт-Петербург  | свыше 109 кг      | 180       | 211        | 391       | 3     |